# Jekaterina Narysjkina
Jekaterina Ivanovna Narysjkina (svensk transkription), död 1771, var en rysk adelskvinna och hovfunktionär. Hon var hetmana av Ukraina 1752-1764 som gift med Ukrainas hetman Kirill Razumovskij. 
Hon blev tidigt föräldralös och växte upp vid hovet som hovfröken åt kejsarinnan Elisabet av Ryssland. Elisabet arrangerade hennes äktenskap med sin egen älskares bror. Giftermålet ägde rum 1746. Hon utnämndes till hovdam och mottog Katarinas orden. 
1752 utnämndes hennes make till hetman av Ukraina. Hon följde honom dit, men trivdes aldrig med Ukrainas seder och klimat och ska ha uppfattats som arrogant mot lokalbefolkningen. 1764 avskaffades hetman-ämbetet av Katarina den stora. Paret var inte väl sedda av Katarina. 
Hon beskrivs som "en trogen hustru, en omtänksam mor, en omtänksam släkting och en ödmjuk husmor". Hon fick elva barn - sex söner och fem döttrar. Äktenskapet var dock inte lyckligt, och maken hade många älskarinnor.